# 横田村 (広島県)
横田村（よこたむら）は、広島県高田郡にあった村。現在の安芸高田市の一部にあたる。

## 地理
- 河川：本村川[1]
- 山岳：大狩山[1]

## 歴史
- 1889年（明治22年）4月1日、町村制の施行により、高田郡横田村が単独で村制施行し、横田村が発足[1][2]。
- 1956年（昭和31年）4月1日、高田郡生桑村、北村、本村と合併し、町制施行し美土里町を新設して廃止された[1][2]。

### 地名の由来
本郷の東横にあたるためか。

## 産業
- 農業

## 教育
- 1892年（明治25年）横田尋常小学校開校[1]。1921年（大正10年）横田尋常高等小学校となる[1]。
- 1912年（明治45年）横田村農業補習学校開校[1]。

## 名所・旧跡・観光地
- 松尾城（広島県指定史跡）[1]